# مسیه ۵۴
مسیه ۵۴(به انگلیسی: Messier 54) یا ان‌جی‌سی ۶۷۱۵ یک خوشه ستاره‌ای کروی در صورت فلکی کمان است که فاصله آن از زمین هشتاد وسه هزار سال نوری و قدر ظاهری آن ۸٫۵ است.